# Сарана єгипетська
Сарана єгипетська (Anacridium aegyptium), єгипетський коник або єгипетська сарана, — вид комах, що належить до підродини Cyrtacanthacridinae.

## Підвид
- Anacridium aegyptium var. rubrispinum Bei-Bienko, 1948 — Anacridium rubrispinum Bei-Bienko, 1948

## Розповсюдження
Єгипетський коник, досить поширений вид, зустрічається в більшій частині Європи, в Афротропіці, східній Палеарктиці, на Близькому Сході та в Північній Африці, а нещодавно його спостерігали в Кейптауні, Південна Африка.

## Мешкання
Ці коники населяють дерева та чагарники, макі та сади в теплому та світлому середовищі, на висоті від рівня моря до 1500 м.

## Опис

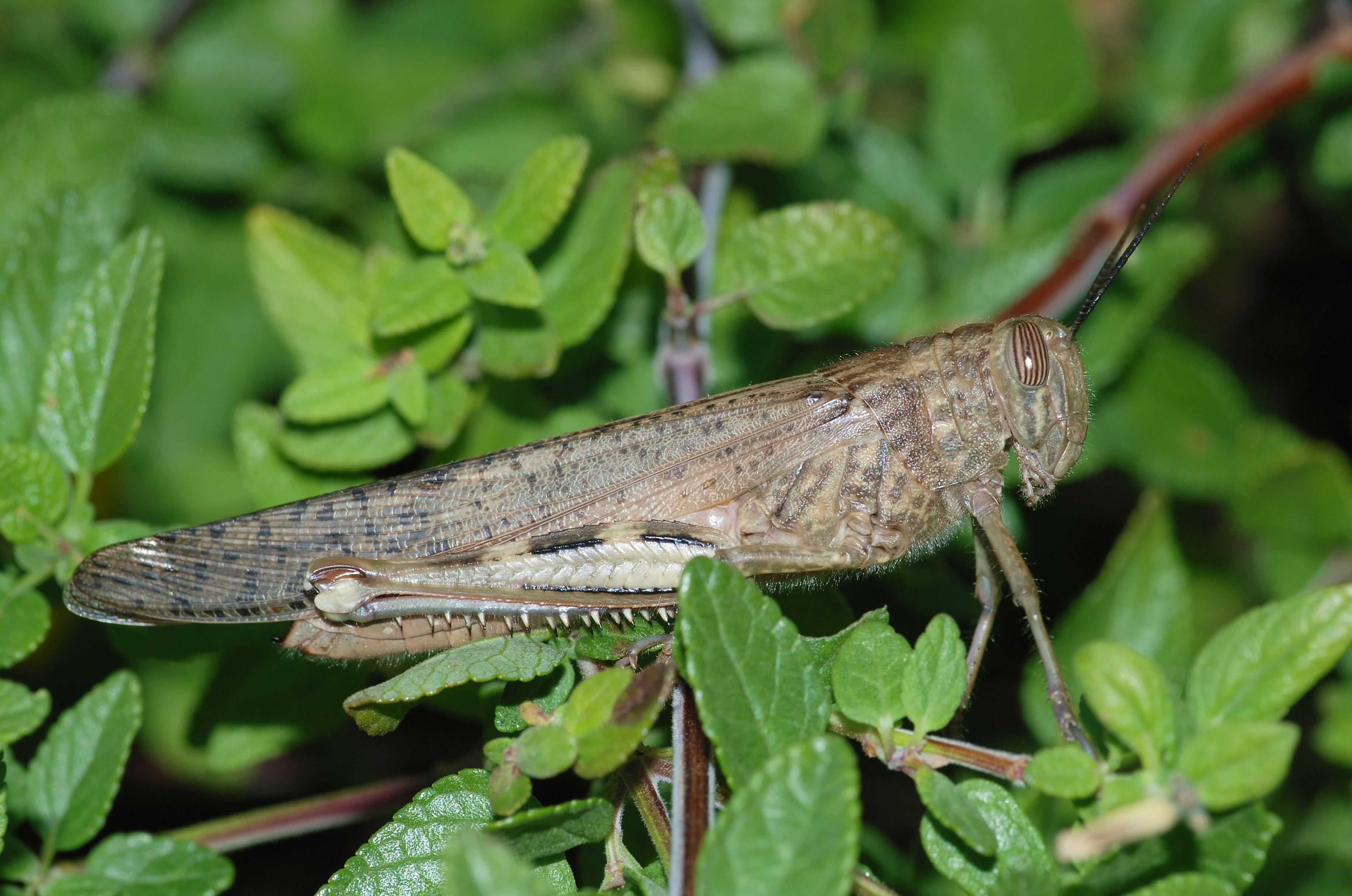

Anacridium aegyptium — один з найбільших європейських коників. Дорослі самці виростають до 30—56 мм (1,2—2,2 дюйм) завдовжки, тоді як самиці досягають 46—70 мм (1,8—2,8 дюйм) завдовжки. Їхнє тіло зазвичай сіре, коричневе або оливкове, а вусики відносно короткі та міцні. Гомілки задніх лап блакитні, а стегнові кістки помаранчеві. Задні стегнові кістки мають характерні темні мітки. Їх також легко впізнати за характерними очима, які мають вертикальні чорно-білі смуги. Їхня переднєспинка має помаранчеву смугу та кілька маленьких білих плям. Крила прозорі з темними мітками.

## Біологія
Цей вид є листоїдним, харчується переважно листям різних рослин. Це одиночний вид, нешкідливий для сільськогосподарських культур. Дорослі особини здебільшого зустрічаються у серпні та вересні, але вони активні протягом усього року. Після спарювання ці коники зимують у дорослому віці. Відкладання яєць відбувається навесні одразу під поверхнею ґрунту, а німфи з'являються у квітні. Ці коники кілька разів линяють. Німфи відрізняються від дорослих особин за зовнішнім виглядом; їхній колір варіюється від жовтого до яскраво-зеленого та охристого, а крила відсутні або маленькі, оскільки вони поступово розвиваються після кожної линьки.

## Галерея

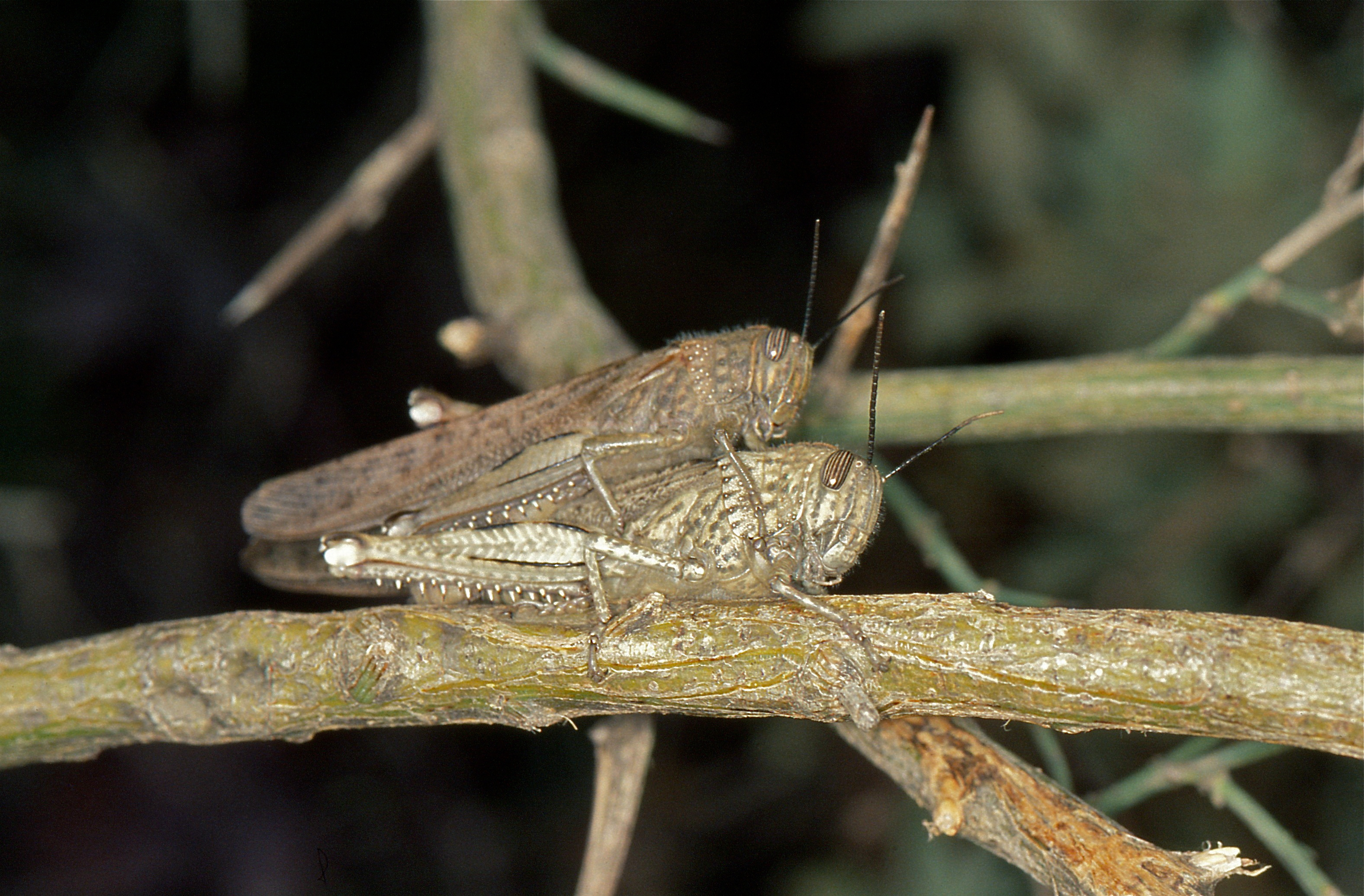
Парування
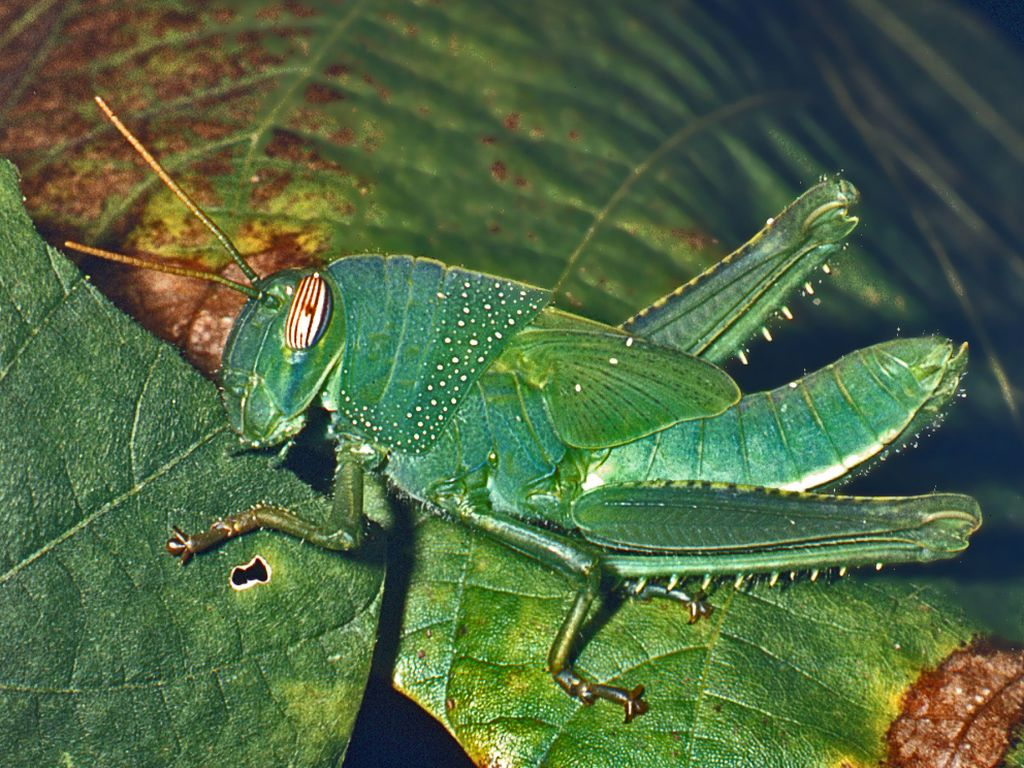
Німфа з типовими ювенільними крилами
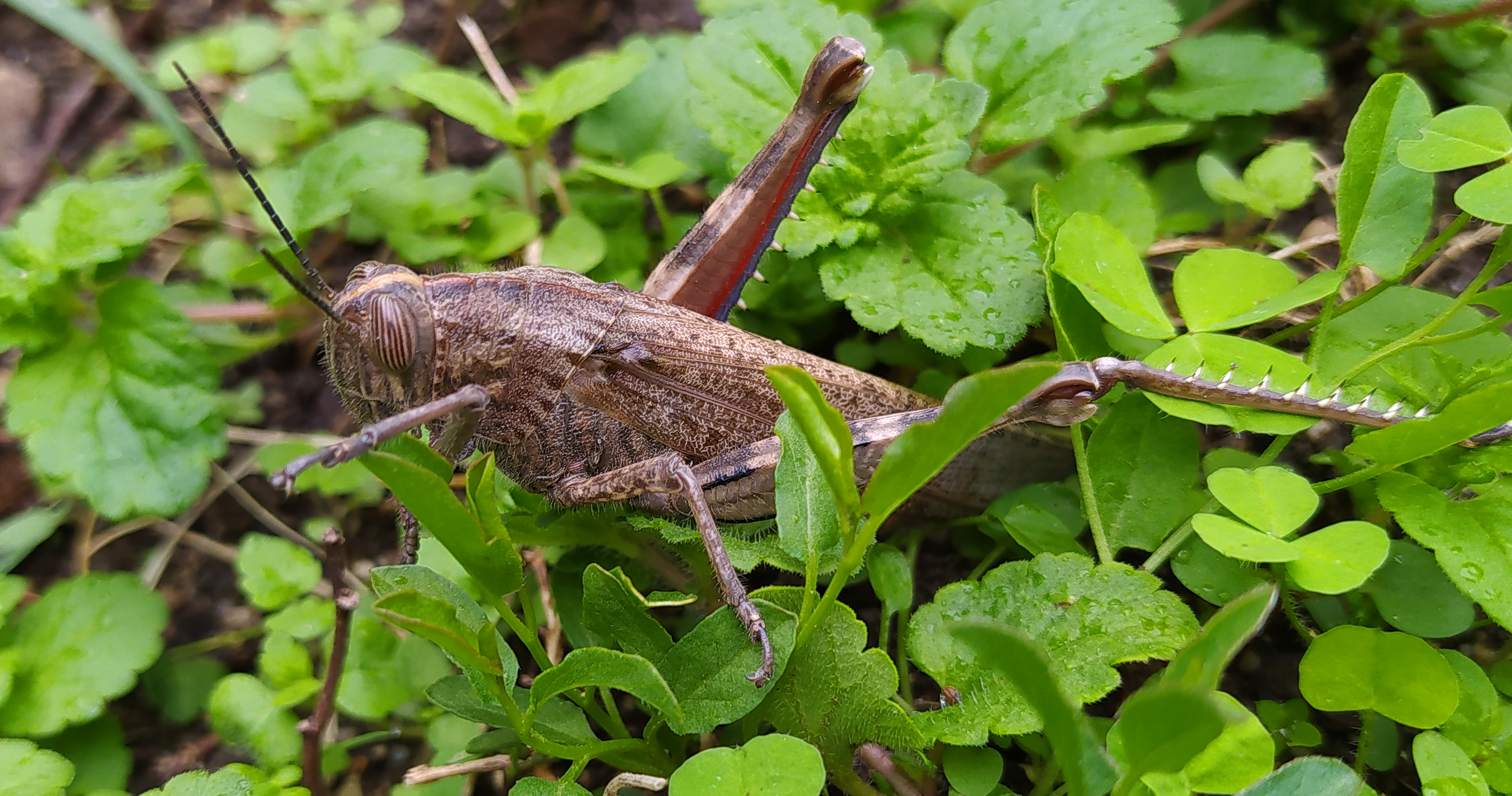
Доросла самка, 10 см. (Ель-Ескоріал, Іспанія)
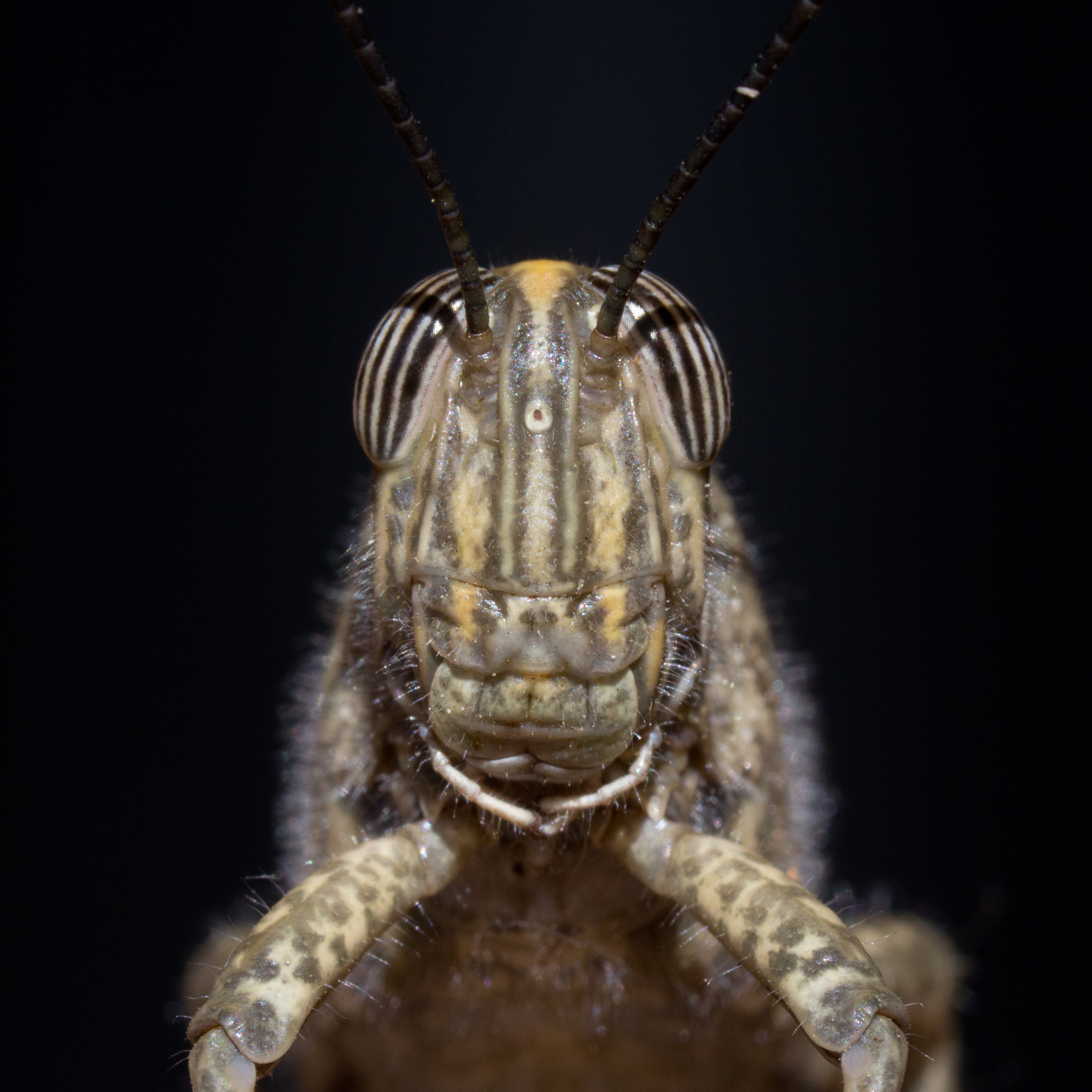
Очі дорослої особини, крупний план
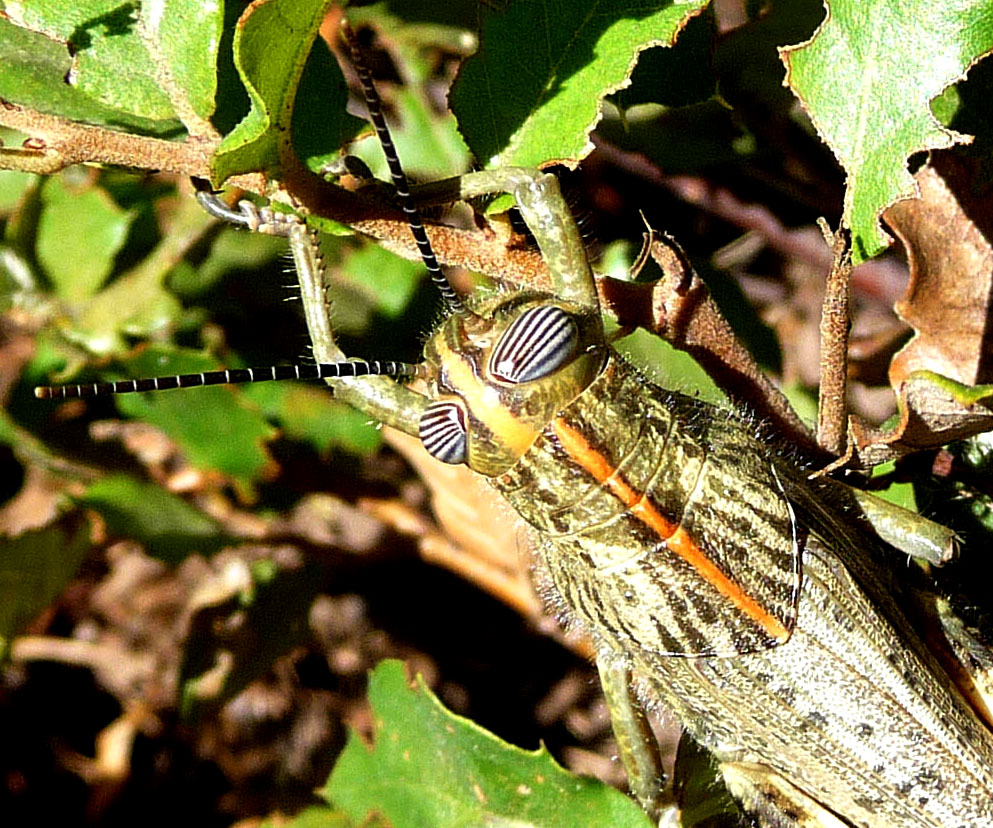
Деталь пронотуму дорослої особини
- Відеокліп A. aegyptium, що харчується листям